# Benthamielleae
Benthamielleae, tribus mikrofilnih višegodišnjih zeljastih biljaka, grmova, polugrmova ili kamefita iz porodice krumpirovki (pomoćnica, Solanaceae), dio potporodice Cestroideae. Sastoji se od 3 roda s 15 vrsta, od kojih je tipični Benthamiella.
Tribus je opisan u Kurtziana 28(1): 61. 2000.

## Opis
Cvjetovi su mali, pazušni, pojedinačni, s 2 nasuprotne brakteole slična lišću; aktinomorfna ili zigomorfna čaška; vjenčić aktinomorfan; prašnika obično 5 (rijetko 1-3), pričvršćenih na korolinu cijev. Čahura (do 10 sjemenki), septicidna i djelomično lokulicidna, u cijelosti prekrivena postojanom čaškom; sjemenke bubrežaste, stisnute, testa (sjemena lupina) mrežasta; zakrivljeni embrij; obilan endosperm.

## Rodovi
1. Pantacantha Speg. (1 sp.)
2. Combera Sandwith (2 spp.)
3. Benthamiella Speg. ex Wettst. (12 spp.)